# Wereldkampioenschappen schoonspringen 2017 – tienmetertoren vrouwen
Het schoonspringen vanaf de tienmetertoren voor vrouwen tijdens de wereldkampioenschappen schoonspringen 2017 vond plaats op 18 en 19 juli 2017 in de Danube Arena in Boedapest.

## Uitslag
Finalisten zijn de eerste 12 genoemde deelnemers, aangegeven met groen.
Halvefinalisten zijn de 6 daaropvolgende deelnemers, aangegeven met blauw.
| Rang   | Naam                 | Land                | Voorronde | Voorronde | Halve finale  | Halve finale  | Finale        | Finale        |
| Rang   | Naam                 | Land                | Punten    | Rang      | Punten        | Rang          | Punten        | Rang          |
| ------ | -------------------- | ------------------- | --------- | --------- | ------------- | ------------- | ------------- | ------------- |
| Goud   | Cheong Jun Hoong     | Maleisië            | 316.70    | 9         | 325.50        | 7             | 397.50        | 1             |
| Zilver | Si Yajie             | China               | 359.25    | 3         | 382.80        | 1             | 396.00        | 2             |
| Brons  | Ren Qian             | China               | 376.65    | 1         | 367.50        | 2             | 391.95        | 3             |
| 4      | Kim Mi-rae           | Noord-Korea         | 335.25    | 6         | 346.00        | 5             | 385.55        | 4             |
| 5      | Melissa Wu           | Australië           | 360.30    | 2         | 318.70        | 11            | 370.20        | 5             |
| 6      | Kim Kuk-hyang        | Noord-Korea         | 351.20    | 4         | 360.85        | 3             | 360.00        | 6             |
| 7      | Minami Itahashi      | Japan               | 304.00    | 15        | 313.70        | 12            | 357.85        | 7             |
| 8      | Meaghan Benfeito     | Canada              | 339.75    | 5         | 355.15        | 4             | 331.40        | 8             |
| 9      | Pandelela Rinong     | Maleisië            | 306.00    | 13        | 322.75        | 8             | 322.40        | 9             |
| 10     | Olivia Chamandy      | Canada              | 299.10    | 17        | 320.55        | 10            | 307.15        | 10            |
| 11     | Jessica Parratto     | Verenigde Staten    | 306.85    | 12        | 322.75        | 8             | 302.35        | 11            |
| 12     | Carolina Murillo     | Colombia            | 321.55    | 7         | 325.75        | 6             | 283.35        | 12            |
| 13     | Maria Kurjo          | Duitsland           | 304.50    | 14        | 306.30        | 13            | Uitgeschakeld | Uitgeschakeld |
| 14     | Christina Wassen     | Duitsland           | 303.25    | 16        | 299.40        | 14            | Uitgeschakeld | Uitgeschakeld |
| 15     | Gabriela Agúndez     | Mexico              | 310.95    | 11        | 297.35        | 15            | Uitgeschakeld | Uitgeschakeld |
| 16     | Robyn Birch          | Verenigd Koninkrijk | 311.60    | 10        | 294.00        | 16            | Uitgeschakeld | Uitgeschakeld |
| 17     | Cho Eun-bi           | Zuid-Korea          | 297.95    | 18        | 292.10        | 17            | Uitgeschakeld | Uitgeschakeld |
| 18     | Taneka Kovchenko     | Australië           | 318.50    | 8         | 282.45        | 18            | Uitgeschakeld | Uitgeschakeld |
| 19     | Laura Marino         | Frankrijk           | 291.90    | 19        | Uitgeschakeld | Uitgeschakeld | Uitgeschakeld | Uitgeschakeld |
| 20     | Anna Tsjoejnysjena   | Rusland             | 287.05    | 20        | Uitgeschakeld | Uitgeschakeld | Uitgeschakeld | Uitgeschakeld |
| 21     | Celine van Duijn     | Nederland           | 285.10    | 21        | Uitgeschakeld | Uitgeschakeld | Uitgeschakeld | Uitgeschakeld |
| 22     | Joelia Timosjinina   | Rusland             | 281.75    | 22        | Uitgeschakeld | Uitgeschakeld | Uitgeschakeld | Uitgeschakeld |
| 23     | Lois Toulson         | Verenigd Koninkrijk | 278.60    | 23        | Uitgeschakeld | Uitgeschakeld | Uitgeschakeld | Uitgeschakeld |
| 24     | Nana Sasaki          | Japan               | 274.80    | 24        | Uitgeschakeld | Uitgeschakeld | Uitgeschakeld | Uitgeschakeld |
| 25     | Tuti García          | Cuba                | 272.60    | 25        | Uitgeschakeld | Uitgeschakeld | Uitgeschakeld | Uitgeschakeld |
| 26     | Sofiia Lyskun        | Oekraïne            | 270.45    | 26        | Uitgeschakeld | Uitgeschakeld | Uitgeschakeld | Uitgeschakeld |
| 27     | Delaney Schnell      | Verenigde Staten    | 268.05    | 27        | Uitgeschakeld | Uitgeschakeld | Uitgeschakeld | Uitgeschakeld |
| 28     | Villő Kormos         | Hongarije           | 265.15    | 28        | Uitgeschakeld | Uitgeschakeld | Uitgeschakeld | Uitgeschakeld |
| 29     | Giovanna Pedroso     | Brazilië            | 258.40    | 29        | Uitgeschakeld | Uitgeschakeld | Uitgeschakeld | Uitgeschakeld |
| 30     | Ganna Krasnoshlyk    | Oekraïne            | 253.50    | 30        | Uitgeschakeld | Uitgeschakeld | Uitgeschakeld | Uitgeschakeld |
| 31     | María Betancourt     | Venezuela           | 247.85    | 31        | Uitgeschakeld | Uitgeschakeld | Uitgeschakeld | Uitgeschakeld |
| 32     | Montserrat Gutiérrez | Mexico              | 247.05    | 32        | Uitgeschakeld | Uitgeschakeld | Uitgeschakeld | Uitgeschakeld |
| 33     | Kim Su-ji            | Zuid-Korea          | 242.10    | 33        | Uitgeschakeld | Uitgeschakeld | Uitgeschakeld | Uitgeschakeld |
| 34     | Lim Shen-Yan Freida  | Singapore           | 237.10    | 34        | Uitgeschakeld | Uitgeschakeld | Uitgeschakeld | Uitgeschakeld |
| 35     | Jaimee Gundry        | Zuid-Afrika         | 230.60    | 35        | Uitgeschakeld | Uitgeschakeld | Uitgeschakeld | Uitgeschakeld |
| 36     | Maha Abdelsalam      | Egypte              | 229.30    | 36        | Uitgeschakeld | Uitgeschakeld | Uitgeschakeld | Uitgeschakeld |
| 37     | Ingrid Oliveira      | Brazilië            | 228.00    | 37        | Uitgeschakeld | Uitgeschakeld | Uitgeschakeld | Uitgeschakeld |